# All Day and All of the Night
All Day and All of the Night är en rocklåt lanserad som vinylsingel av The Kinks sent 1964. Låten går i samma aggressiva stil som deras genombrottslåt och föregående singel "You Really Got Me" och är uppbyggd kring ett kvintackord. Kommerisellt sett blev låten ungefär lika framgångsrik. Ray Davies menade några år senare att The Doors lånat väl mycket av låtens arrangemang till sin låt "Hello, I Love You". Dave Davies har beskrivit likheten som "irriterande".
Låten spelas flitigt i filmen The Boat That Rocked.

## Listplaceringar
| Lista (1964-1965) | Position          |
| ----------------- | ----------------- |
| Frankrike         | 12                |
| Kanada            | 12                |
| Nederländerna     | 9                 |
| Storbritannien    | 2                 |
| Sverige           | 18 (Kvällstoppen) |
| Sverige           | 10 (Tio i topp)   |
| USA               | 7                 |
| Vallonien         | 40                |
| Västtyskland      | 22                |